# Antonio Canales Rosillo
Antonio Canales Rosillo (Monterrey in Nuevo León, 1802 - Camargo in Tamaulipas, 1852) was een 19e-eeuws Mexicaans politicus, landmeetkundige en militair officier. 

## Levensloop
Canales vocht mee in de Apache-oorlogen in Mexico en deed mee aan vele pogingen om de Mexicaanse overheid onder het gezag van conservatieve facties te krijgen in de 19e eeuw. Canales was het oneens met het centralistische beleid van President Antonio López de Santa Anna, dat haaks stond op de Mexicaanse grondwet van 1824. 
Hij diende als opperbevelhebber in het rebellenleger en probeerde samen met José María Jesús Carbajal de Republiek van de Rio Grande te vestigen ten tijde van het korte bestaan van deze staat in 1840. Canales zag af van de opstand nadat een gedeelte van zijn leger gevangengenomen was en werd aangesteld als brigadegeneraal in het Mexicaanse leger.
In 1842 diende hij als aanvoerder tijdens campagnes tegen de Texanen bij Corpus Christi in Texas, en Fort Lipantitlán, nabij San Patricio, eveneens in Texas. Hij deed mee aan het gevangennemen van de Mierexpeditie bij Ciudad Mier.
Nadien viel Canales de Amerikaanse troepen gestationeerd te Corpus Christi en Matamoros lastig tijdens de Mexicaans-Amerikaanse Oorlog. Hij deed mee aan veldslagen bij Resaca de Guerrero. Hij diende onder Generaal Pedro de Ampudia nabij Cerralvo in Nuevo León tijdens de Slag bij Palo Alto, en onder Santa Anna tijdens de Slag bij Buena Vista.
Hij deed ook mee aan andere opstanden geleid door de gouverneur van Coahuila en later in Nuevo León.